# Veľká Biela voda
Veľká Biela voda – potok na Spiszu, na Słowacji, przebiegający przez terytorium powiatu Poprad oraz powiatu Spiska Nowa Wieś. Jest prawostronnym dopływem Hornadu.
Ma źródła w północno-zachodniej części szczytu Kopanec, na południowy wschód od miejscowości Vernár, na wysokości około 800 m. Spływa w północno-wschodnim kierunku przez Słowacki Raj do Podlesoka głęboko wciętą Doliną Veľkej Bielej vody. Jest to dolina całkowicie zalesiona, znajdują się w niej tylko dwie niewielkie polany: Horáreň Sokol i Hrabušická Píla. Wzdłuż potoku dnem doliny prowadzi asfaltowa szosa. W Podlesoku Veľká Biela voda zmienia kierunek na wschodni i płynie północnymi podnóżami Słowackiego Raju. Uchodzi do Hornadu jako jego prawy dopływ. Następuje to w miejscu o nazwie Hrdlo Hornádu, na wysokości 533 m.
Główne dopływy:
- prawe: Štvrtocký potok, Sokol (z doliny Veľký Sokol), Píľanka, dopływ z doliny Zadná diera, Suchá Belá,
- lewe: Sokol (z Čiernej doliny)